# Ралінас
Раліна́с (кат. Rellinars) - муніципалітет, розташований в Автономній області Каталонія, в Іспанії. Код муніципалітету за номенклатурою Інституту статистики Каталонії - 81799. Знаходиться у районі (кумарці) Бальєс-Уксідантал (коди району - 40 та VC) провінції Барселона, згідно з новою адміністративною реформою перебуватиме у складі Баґарії (округи) Барселона. 

## Населення
Населення міста (у 2007 р.) становить 658 осіб (з них менше 14 років - 14,7%, від 15 до 64 - 68,8%, понад 65 років - 16,4%). У 2006 р. народжуваність склала 8 осіб, смертність - 4 особи, зареєстровано 4 шлюби. У 2001 р. активне населення становило 190 осіб, з них безробітних - 29 осіб.

Серед осіб, які проживали на території міста у 2001 р., 331 народилися в Каталонії (з них 266 осіб у тому самому районі, або кумарці), 58 осіб приїхало з інших областей Іспанії, а 7 осіб приїхало з-за кордону. 

Університетську освіту має 9,1% усього населення. 

У 2001 р. нараховувалося 148 домогосподарств (з них 20,9% складалися з однієї особи, 29,7% з двох осіб,23% з 3 осіб, 17,6% з 4 осіб, 5,4% з 5 осіб, 2,7% з 6 осіб, 0,7% з 7 осіб, 0% з 8 осіб і 0% з 9 і більше осіб).

Активне населення міста у 2001 р. працювало у таких сферах діяльності : у сільському господарстві - 0%, у промисловості - 31,7%, на будівництві - 15,5% і у сфері обслуговування - 52,8%. 

 У муніципалітеті або у власному районі (кумарці) працює 66 осіб, поза районом - 108 осіб.

### Безробіття
У 2007 р. нараховувалося 27 безробітних (у 2006 р. - 35 безробітних), з них чоловіки становили 51,9%, а жінки - 48,1%.

## Економіка

### Підприємства міста

#### Промислові підприємства
| \| Промислові підприємства міста, за сферою діяльності \| Промислові підприємства міста, за сферою діяльності \| Промислові підприємства міста, за сферою діяльності \| \| Рік \| 2002 р. \| 2001 р. \| \| --------------------------------------------------- \| --------------------------------------------------- \| --------------------------------------------------- \| \| Енергетичні та водні ресурси \| 0% \| 0% \| \| Хімія та метали \| 0% \| 0% \| \| Переробка металів \| 0% \| 0% \| \| Продукти харчування \| 0% \| 0% \| \| Текстиль \| 100% \| 100% \| \| Виробництво меблів, видання \| 0% \| 0% \| \| Інше \| 0% \| 0% \| \| Усього підприємств \| 1 \| 1 \| |         |         |
| Промислові підприємства міста, за сферою діяльності |         |         |
| Рік | 2002 р. | 2001 р. |
| Енергетичні та водні ресурси | 0%      | 0%      |
| Хімія та метали | 0%      | 0%      |
| Переробка металів | 0%      | 0%      |
| Продукти харчування | 0%      | 0%      |
| Текстиль | 100%    | 100%    |
| Виробництво меблів, видання | 0%      | 0%      |
| Інше | 0%      | 0%      |
| Усього підприємств | 1       | 1       |

#### Роздрібна торгівля
| \| Підприємства роздрібної торгівлі міста, за сферою діяльності \| Підприємства роздрібної торгівлі міста, за сферою діяльності \| Підприємства роздрібної торгівлі міста, за сферою діяльності \| \| Рік \| 2002 р. \| 2001 р. \| \| ------------------------------------------------------------ \| ------------------------------------------------------------ \| ------------------------------------------------------------ \| \| Продукти харчування \| 100% \| 100% \| \| Одяг та взуття \| 0% \| 0% \| \| Товари для дому \| 0% \| 0% \| \| Книги та періодичні видання \| 0% \| 0% \| \| Промислова хімічна продукція \| 0% \| 0% \| \| Продукція, пов'язана з транспортними засобами \| 0% \| 0% \| \| Інше \| 0% \| 0% \| \| Усього підприємств \| 1 \| 1 \| |         |         |
| Підприємства роздрібної торгівлі міста, за сферою діяльності |         |         |
| Рік | 2002 р. | 2001 р. |
| Продукти харчування | 100%    | 100%    |
| Одяг та взуття | 0%      | 0%      |
| Товари для дому | 0%      | 0%      |
| Книги та періодичні видання | 0%      | 0%      |
| Промислова хімічна продукція | 0%      | 0%      |
| Продукція, пов'язана з транспортними засобами | 0%      | 0%      |
| Інше | 0%      | 0%      |
| Усього підприємств | 1       | 1       |

#### Сфера послуг
| \| Підприємства міста, що працюють у сфері послуг, за діяльністю \| Підприємства міста, що працюють у сфері послуг, за діяльністю \| Підприємства міста, що працюють у сфері послуг, за діяльністю \| \| Рік \| 2002 р. \| 2001 р. \| \| ------------------------------------------------------------- \| ------------------------------------------------------------- \| ------------------------------------------------------------- \| \| Гуртова торгівля \| 0% \| 0% \| \| Готелі та готельний бізнес \| 22,2% \| 14,3% \| \| Транспорт та зв'язок \| 33,3% \| 28,6% \| \| Посередницькі фінансові послуги \| 11,1% \| 14,3% \| \| Послуги підприємствам \| 33,3% \| 42,9% \| \| Послуги фізичним особам \| 0% \| 0% \| \| Нерухомість та ін. \| 0% \| 0% \| \| Усього підприємств \| 9 \| 7 \| |         |         |
| Підприємства міста, що працюють у сфері послуг, за діяльністю |         |         |
| Рік | 2002 р. | 2001 р. |
| Гуртова торгівля | 0%      | 0%      |
| Готелі та готельний бізнес | 22,2%   | 14,3%   |
| Транспорт та зв'язок | 33,3%   | 28,6%   |
| Посередницькі фінансові послуги | 11,1%   | 14,3%   |
| Послуги підприємствам | 33,3%   | 42,9%   |
| Послуги фізичним особам | 0%      | 0%      |
| Нерухомість та ін. | 0%      | 0%      |
| Усього підприємств | 9       | 7       |

## Житловий фонд
У 2001 р. 4,1% усіх родин (домогосподарств) мали житло метражем до 59 м2, 18,2% - від 60 до 89 м2, 29,7% - від 90 до 119 м2 і
48% - понад 120 м2.

З усіх будівель у 2001 р. 47,4% було одноповерховими, 50% - двоповерховими, 2,6
% - триповерховими, 0% - чотириповерховими, 0% - п'ятиповерховими, 0% - шестиповерховими,
0% - семиповерховими, 0% - з вісьмома та більше поверхами.

## Автопарк
| \| Автомобілі, зареєстровані у місті, за призначенням \| Автомобілі, зареєстровані у місті, за призначенням \| Автомобілі, зареєстровані у місті, за призначенням \| \| Рік \| 2006 р. \| 2005 р. \| \| -------------------------------------------------- \| -------------------------------------------------- \| -------------------------------------------------- \| \| Приватні автомобілі \| 54,5% \| 58,5% \| \| Мотоцикли \| 15,7% \| 14,1% \| \| Вантажівки \| 27,2% \| 25,5% \| \| Трактори \| 0% \| 0% \| \| Автобуси та ін. \| 2,6% \| 2% \| \| Усього автомобілів \| 530 шт. \| 491 шт. \| |         |         |
| Автомобілі, зареєстровані у місті, за призначенням |         |         |
| Рік | 2006 р. | 2005 р. |
| Приватні автомобілі | 54,5%   | 58,5%   |
| Мотоцикли | 15,7%   | 14,1%   |
| Вантажівки | 27,2%   | 25,5%   |
| Трактори | 0%      | 0%      |
| Автобуси та ін. | 2,6%    | 2%      |
| Усього автомобілів | 530 шт. | 491 шт. |

## Вживання каталанської мови
У 2001 р. каталанську мову у місті розуміли 99,5% усього населення (у 1996 р. - 98,8%), вміли говорити нею 92,5% (у 1996 р. - 
95,3%), вміли читати 90,9% (у 1996 р. - 90,3%), вміли писати 59,8
% (у 1996 р. - 49,1%). Не розуміли каталанської мови 0,5%.

## Політичні уподобання
У виборах до Парламенту Каталонії у 2006 р. взяло участь 327 осіб (у 2003 р. - 349 осіб). Голоси за політичні сили розподілилися таким чином:
| \| Вибори до Парламенту Каталонії \| Вибори до Парламенту Каталонії \| Вибори до Парламенту Каталонії \| \| Рік \| 2006 р. \| 2003 р. \| \| -------------------------------------- \| ------------------------------ \| ------------------------------ \| \| Конвергенція та Єднання (CiU) \| 56% \| 63,6% \| \| Соціалістична партія Каталонії (PSC) \| 9,2% \| 6,9% \| \| Народна партія (PP) \| 8,3% \| 4,9% \| \| Ініціатива за зелену Каталонію (IC) \| 4,9% \| 2,6% \| \| Республіканська лівиця Каталонії (ERC) \| 19,9% \| 20,9% \| \| Громадянська партія (C's) \| 0,6% \| 0% \| \| Інші \| 1,2% \| 1,1% \| |         |         |
| Вибори до Парламенту Каталонії |         |         |
| Рік | 2006 р. | 2003 р. |
| Конвергенція та Єднання (CiU) | 56%     | 63,6%   |
| Соціалістична партія Каталонії (PSC) | 9,2%    | 6,9%    |
| Народна партія (PP) | 8,3%    | 4,9%    |
| Ініціатива за зелену Каталонію (IC) | 4,9%    | 2,6%    |
| Республіканська лівиця Каталонії (ERC) | 19,9%   | 20,9%   |
| Громадянська партія (C's) | 0,6%    | 0%      |
| Інші | 1,2%    | 1,1%    |

У муніципальних виборах у 2007 р. взяло участь 452 особи (у 2003 р. - 399 осіб). Голоси за політичні сили розподілилися таким чином:
| \| Муніципальні вибори \| Муніципальні вибори \| Муніципальні вибори \| \| Рік \| 2007 р. \| 2003 р. \| \| -------------------------------------- \| ------------------- \| ------------------- \| \| Конвергенція та Єднання (CiU) \| 45,1% \| 70,2% \| \| Соціалістична партія Каталонії (PSC) \| 4,2% \| 0% \| \| Народна партія (PP) \| 0,2% \| 0,8% \| \| Ініціатива за зелену Каталонію (IC) \| 0% \| 0% \| \| Республіканська лівиця Каталонії (ERC) \| 37,4% \| 29,1% \| \| Громадянська партія (C's) \| 0% \| 0% \| \| Інші \| 13,1% \| 0% \| |         |         |
| Муніципальні вибори |         |         |
| Рік | 2007 р. | 2003 р. |
| Конвергенція та Єднання (CiU) | 45,1%   | 70,2%   |
| Соціалістична партія Каталонії (PSC) | 4,2%    | 0%      |
| Народна партія (PP) | 0,2%    | 0,8%    |
| Ініціатива за зелену Каталонію (IC) | 0%      | 0%      |
| Республіканська лівиця Каталонії (ERC) | 37,4%   | 29,1%   |
| Громадянська партія (C's) | 0%      | 0%      |
| Інші | 13,1%   | 0%      |